# Monhystera natans
Monhystera natans är en rundmaskart som först beskrevs av Bastian 1865.  Monhystera natans ingår i släktet Monhystera och familjen Monhysteridae. Inga underarter finns listade i Catalogue of Life.